# Kurt von Schleicher
Kurt Ferdinand Friederich Hermann von Schleicherⓘ (ur. 7 kwietnia 1882 w Brandenburgu, zm. 30 czerwca 1934 w Neubabelsberg) – niemiecki polityk, generał i przedostatni kanclerz Niemiec w okresie Republiki Weimarskiej (1932–1933), zamordowany podczas nocy długich noży.

## Życiorys
Urodził się w Brandenburgii jako syn pruskiego oficera. Do armii pruskiej wstąpił w 1900. W czasie I wojny światowej służył w adiutanturze Groenera. W 1920 awansował na łącznika politycznego wojska niemieckiego.
Wierzył, że armia niemiecka ma także zadania socjalne. Swoją karierę polityczną rozpoczynał w Prusach. Od 1930 był prawą ręką ministra obrony narodowej Republiki Weimarskiej Wilhelma Groenera (w obu rządach Heinricha Brüninga). Pomimo tego, że swoją karierę w dużej mierze zawdzięczał Groenerowi, swoimi intrygami personalnymi doprowadził do utraty zaufania prezydenta Hindenburga do ministra obrony. Dymisja 13 maja 1932 Groenera – przeciwnika nazistów (doprowadził on m.in. do zdelegalizowania SA i SS) i jednego z nielicznych zwolenników rządów Republiki Weimarskiej wśród generalicji Reichswehry, była wstępem do zainicjowanego przez Schleichera upadku całego rządu kanclerza Brüninga. 
W tym okresie von Schleicher utrzymywał dobre kontakty z kierownictwem NSDAP i SA, licząc że zapewni sobie ich poparcie w walce z przeciwnikami politycznymi. Sam jednak nie zamierzał brać odpowiedzialności za rządy. Licząc na to, że zachowa pozycję głównego rozgrywającego na scenie politycznej, jako kandydata na kanclerza wysunął Franza von Papena, w którego rządzie objął stanowisko ministra obrony. Uprzednie intrygi von Schleichera spowodowały jednak, że von Papenowi nie udało się utworzyć większości parlamentarnej. Prezydent von Hindenburg nie chciał się natomiast zgodzić na rządzenie za pomocą prezydenckich dekretów.
Działalność von Schleichera doprowadziła do serii wyborów parlamentarnych w Niemczech, w wyniku których żadna z sił politycznych nie zdołała utworzyć rządu mającego stabilną większość parlamentarną. Wymagało to bowiem wejścia do koalicji rządzącej bądź nazistów, bądź komunistów. NSDAP w kolejnych wyborach od 1930 zdobywała od 30 do 37% głosów, stając się w 1932 najliczebniejszą frakcją parlamentarną w Reichstagu. Tak znaczne poparcie sugerowało konieczność sformowania rządu z udziałem NSDAP. Adolf Hitler w tej sytuacji konsekwentnie domagał się funkcji kanclerza Rzeszy, na co przez długi czas nie zgadzał się prezydent Paul von Hindenburg. W grudniu 1932 r. von Schleicher doprowadził do odwołania von Papena ze stanowiska kanclerza, twierdząc na forum Reichstagu, że dalsze jego rządy doprowadzą do wojny domowej w Niemczech, a Reichswehra straciła zaufanie do kanclerza i nie stanie po jego stronie.
Ustąpienie von Papena spowodowało, że von Schleicher sam musiał objąć tekę kanclerza, co nastąpiło 3 grudnia 1932. Za główne zadania von Schleicher stawiał sobie poprawę warunków życia Niemców i powstrzymanie zagrożeń dla demokracji. Cały czas liczył przy tym na to, że uda mu się przekonać von Hindenburga do rządów za pomocą dekretów. Prezydent jednakże kategorycznie nie zgadzał się na to i polecił von Schleicherowi utworzyć rząd większościowy. Próby jego utworzenia, oparte na założeniu dokonania rozłamu w NSDAP w oparciu o Gregora Strassera spełzły na niczym wobec załamania się pozycji von Strassera w NSDAP.
W tych warunkach von Hindenburg przy zakulisowych intrygach von Papena prowadzonych z udziałem i za pośrednictwem syna prezydenta Oskara, zaakceptował kandydaturę Hitlera na kanclerza Rzeszy z von Papenem jako wicekanclerzem i parlamentarną większością złożoną z DNVP i NSDAP. Hitler uzyskał jednocześnie z nominacją zgodę prezydenta na rozpisanie kolejnych przedterminowych wyborów do Reichstagu. 
28 stycznia 1933 prezydent odwołał von Schleichera. 30 stycznia powstał nowy rząd z Adolfem Hitlerem jako kanclerzem i Franzem von Papenem jako wicekanclerzem. W nocy z 27 na 28 lutego w niewyjaśnionych do dziś okolicznościach spłonął budynek Reichstagu. Wydarzenie to stało się dogodnym pretekstem do rozpętania przez
Hitlera terroru wobec przeciwników politycznych i wprowadzenia stanu wyjątkowego. Zawieszeniu uległy prawa obywatelskie. W przeprowadzonych na początku marca 1933 roku kolejnych wyborach wygrała NSDAP, otrzymując 44% głosów. W połowie miesiąca proklamowano powstanie III Rzeszy. Hitler uzyskał nadzwyczajne pełnomocnictwa pozwalające kanclerzowi na wydawanie ustaw nawet sprzecznych z konstytucją Republiki Weimarskiej i został dyktatorem. Von Schleicher sprzeciwiał się budowanemu w Niemczech systemowi totalitarnemu opowiadając się za rządami autorytarnymi opartymi na wojsku (Reichswehrze).
Działalność polityczna von Schleichera w dużej mierze doprowadziła do zdestabilizowania i tak niepewnej sytuacji politycznej w Niemczech. Sprzyjała ona zwiększeniu popularności partii skrajnych – komunistów i nazistów, pogłębieniu podziałów w społeczeństwie i parlamencie niemieckim. Między innymi to dzięki intrygom von Schleichera armia straciła do niego zaufanie jako poważnego kandydata do objęcia urzędu kanclerza i opowiedziała się za Hitlerem, w stosunku do którego była dotychczas raczej niechętna.
Ze starcia dwóch osobowości – Hitlera i von Schleichera – dążących w sposób bezkompromisowy do przejęcia pełni władzy, zwycięsko wyszedł ten pierwszy. W dużej mierze dlatego, że umiał przekonać społeczeństwo, wielki przemysł i armię, że potrafi wyprowadzić państwo z zamętu, jaki spowodował kryzys parlamentarny w Niemczech. Kurt von Schleicher mimo usunięcia się w cień nadal posiadał poważne wpływy, zwłaszcza w kręgach wyższych dowódców armii. Z tego powodu jako niewygodny dla hitlerowców został zamordowany podczas tzw. „Nocy długich noży” w nocy z 29 na 30 czerwca 1934.

## Gabinet von Schleichera
- Kurt von Schleicher – kanclerz Rzeszy i minister obrony (Reichsheer)
- Konstantin von Neurath – minister spraw zagranicznych
- Franz Bracht – minister spraw wewnętrznych
- Lutz Schwerin von Krosigk – minister finansów Rzeszy
- Hermann Warmbold – minister gospodarki
- Friedrich Syrup – minister pracy
- Franz Gürtner (DNVP) – minister sprawiedliwości
- Paul Freiherr Eltz von Rübenach – minister poczt i transportu
- Magnus Freiherr von Braun (DNVP) – minister rolnictwa i wyżywienia
- Günther Gereke – Komisarz Rzeszy ds. zatrudnienia
- Johannes Popitz – minister bez teki

## Odznaczenia
Odznaczenia Kurta von Schleichera to między innymi:
- Kawaler Orderu Hohenzollernów z mieczami na wstędze wojennej (Prusy)
- Krzyż Żelazny I klasy (Prusy)
- Odznaka za Służbę Wojskową (Prusy)
- Kawaler Orderu Zasługi Wojskowej z mieczami (Bawaria)
- Kawaler I klasy Orderu Alberta z mieczami (Saksonia)
- Kawaler I klasy Orderu Fryderyka (Wirtembergia)
- Kawaler II klasy Orderu Lwa Zeryngeńskiego (Badenia)
- Krzyż Zasługi Wojennej II klasy (Brunszwik)
- Krzyż Fryderyka Augusta I klasy (Oldenburg)
- Bremeński Krzyż Hanzeatycki (Brema)
- Krzyż Zasługi Wojskowej z dekoracją wojenną i mieczami (Austro-Węgry)
- Medal Wojenny (Imperium Osmańskie)